# Объединённый прогрессивный альянс
Объединённый прогрессивный альянс (англ. United Progressive Alliance, хинди संयुक्त प्रगतिशील गठबंधन - विकिपीडिया) — левоцентристская коалиция политических партий в Индии. Сформирована в 2004 году, крупнейшая партия — Индийский национальный конгресс (ИНК).

## История
По итогам выборов 2004 году получила большинство в Народной палате (Lok Sabha) и сформировала правительство Индии. Окончательно оформилась после того, как выяснилось, что Национальный демократический альянс (вторая национальная коалиция) под руководством Бхаратия джаната парти не сумеет заручиться парламентским большинством для формирования правительства.
Коалиция, которую первоначально предполагалось назвать Светским прогрессивным альянсом (Secular Progressive Alliance), стоит на левоцентристских позициях. Доминирует в ОПА Индийский национальный конгресс, председатель ИНК Соня Ганди возглавила и всю коалицию. ОПА пользуется внешней поддержкой третьей национальной коалиции — Левого фронта, объединяющего коммунистические и социалистические партии Индии, и некоторых более мелких партий, которые заинтересованы в светском характере индийской государства и его правительства.
По итогам выборов 2014 года альянс утратил большинство в нижней и верхней палатах парламента и сейчас находится в оппозиции. Почётным председателем альянса является Соня Ганди.
18 июля 2023 года альянс был переименован в Индийский национальный инклюзивный альянс развития

## Партии — члены ОПА

### Текущие члены
- Индийский национальный конгресс | India(206 MPs)
- Nationalist Congress Party | Maharashtra(9 MPs)
- Раштрия лок дал | Uttar Pradesh (5 MPs)
- Национальная конференция | Jammu & Kashmir (3 MPs)
- Индийская союзная мусульманская лига | Kerala (3 MPs)
- Конгресс Кералы (Mani) | Kerala (1 MP)
- Сиккимский демократический фронт | Sikkim (1 MP)
- Всеиндийский объединенный демократический фронт (1 MP)
- Джаркханд мукти морча | Jharkhand (Alliance in Jharkhand State with Congress, but has not formally joined UPA)

### Союзные региональные партии
- Самаджвади парти | Уттар-Прадеш: (22 MPs)
- Бахуджан самадж парти | Уттар-Прадеш: (21 MPs)
- Раштрия джаната дал | Бихар: (3 MPs)

The total is 276 MPs which is above the requisite 272 MPs to stay in power.

### Бывшие члены
- Telangana Rashtra Samithi
- Дравида Муннетра Кажагам (Withdrew support on 19 March 2013)
- Марумаларчи Дравида Муннетра Кажагам (joined the Third Front, in March 2014 joined NDA)
- Паттали Маккал Катчи (joined the Third Front, in March 2014 joined NDA)
- People’s Democratic Party
- Самаджвади парти gave outside support to UPA before 2009 General Elections, later (joined Fourth Front)
- Раштрия джаната дал (joined the Fourth Front)
- Lok Janshakti Party (joined the Fourth Front and in February 2014 joined NDA)
- Republican Party of India (Athvale) (joined the NDA)
- Jharkhand Mukti Morcha (joined NDA and again moved to Congress.)
- All India Trinamool Congress
- Джаркханд Викас морча
- All India Majlis-e-Ittehadul Muslimeen